# Илинг (боро Лондона)
Лондонский боро И́линг (англ. London Borough of Ealing, МФА: [ˈiːlɪŋ]о файле) — один из 32 лондонских боро, находится во внешнем Лондоне. Площадь боро составляет 55,53 квадратных километра.

## История
Район был сформирован в 1965 году слиянием Илинга, Актона и Саутхолла.

## Население
По данным переписи 2011 года в Лондонском боро Илинг проживало 339 300 человек. Из них 20,4 % составили дети (до 15 лет), 67,1 % лица трудоспособного возраста (от 16 до 64 лет) и 12,5 % лица пожилого возраста (от 65 лет и выше).

### Этнический состав
Основные этнические группы, согласно переписи 2007 года:
58,9 % — белые, в том числе 45,5 % — белые британцы, 3,9 % — белые ирландцы и 9,5 % — другие белые (поляки, евреи, португальцы, испанцы, австралийцы, новозеландцы, южноафриканцы);
19,4 % — выходцы из Южной Азии, в том числе 15,0 % — индийцы, 3,9 % — пакистанцы и 0,5 % — бенгальцы;
8,7 % — чёрные, в том числе 4,0 % — чёрные карибцы (ямайцы), 4,1 % — чёрные африканцы (сомалийцы, нигерийцы) и 0,6 % — другие чёрные;
3,8 % — метисы, в том числе 1,3 % — азиаты, смешавшиеся с белыми, 1,0 % — чёрные карибцы, смешавшиеся с белыми, 0,5 % — чёрные африканцы, смешавшиеся с белыми и 1,0 % — другие метисы;
1,4 % — китайцы;
3,9 % — другие азиаты (афганцы, иранцы, саудовцы, ливанцы, ассирийцы, японцы);
3,8 % — другие.

### Религия
Статистические данные по религии в боро на 2011 год:
| Религия      | Илинг % | Лондон % | Англия % |
| ------------ | ------- | -------- | -------- |
| Христианство | 43,7    | 48,4     | 59,4     |
| Ислам        | 15,7    | 12,4     | 5,0      |
| Индуизм      | 8,5     | 5,0      | 1,5      |
| Сикхизм      | 7,9     | 1,5      | 0,8      |
| Буддизм      | 1,2     | 1,0      | 0,5      |
| Иудаизм      | 0,3     | 1,8      | 0,5      |
| Другие       | 0,6     | 0,6      | 0,4      |
| Нет религии  | 15,0    | 20,7     | 24,7     |
| Не указана   | 6,9     | 8,5      | 7,2      |

## Административно-территориальное деление
(С севера на юг)
- Уэст-Илинг
- Нортхолт
- Саутхолл
- Гринфорд
- Перивейл
- Ханвелл
- Брентхам
- Нортфилдс
- Илинг
- Актон
- Ист-Актон
- Уэст-Актон

## Города-побратимы
- Беляны, Польша
- Марк-ан-Барёль, Франция
- Штайнфурт, Германия

## Известные уроженцы
- Саймон Вуттон (англ. Simon Wootton), английский игрок в крикет.
- Митч Митчелл (англ. Mitch Mitchell, настоящее имя Джон Митчелл; 9 июля 1947, Илинг — 12 ноября 2008, Портленд, Орегон) — британский барабанщик-виртуоз, продюсер. Наиболее известен как барабанщик The Jimi Hendrix Experience.